# Pierre Gruneberg
Pour les articles homonymes, voir Grüneberg.
Pierre Gruneberg, né Peter Grüneberg le 6 mars 1931 à Cologne et mort le 4 juin 2023 à Nice, est un moniteur français de ski et de natation, auteur de méthodes d'apprentissage de ces sports. Il fut l'époux de l'actrice Silvia Monfort (1923-1991).

## Biographie
Il est le fils de parents juifs allemands qui ont fui le régime nazi pour se réfugier en France puis qui ont été obligés de s'y cacher durant la Seconde Guerre mondiale. 
Bien que son père soit avocat et sa mère enseignante, Pierre s'oriente vers les disciplines sportives. Et il se définit ainsi lui-même : « J'ai été toute ma vie un pédagogue sportif. » (Lettres à Pierre 1965-1991 - Éditions du Rocher 2003). 
Il devient moniteur national de l'École de ski français (ESF) à Courchevel dès 1950. Ayant une formation de kinésithérapeute, il accompagne l'équipe française aux Jeux de Melbourne en 1956. Il se partage ensuite entre l'enseignement du ski et celui de la natation. 
En 1966, il introduit en France la technique du ski évolutif qui permet aux élèves de progresser rapidement en utilisant des skis courts à leurs débuts. L'été, on le retrouve maître nageur au Grand-Hôtel à Saint-Jean-Cap-Ferrat. 
C'est là, au commencement des années soixante, qu'il fera la connaissance de « La femme jusqu'à la fin de ma vie » (sic), la comédienne Silvia Monfort. Il partagera sa vie de 1963 jusqu'au décès de celle-ci le 30 mars 1991. Ils se sont mariés le 24 mai 1990.
En 1996, afin de perpétuer le souvenir de son épouse, il crée l'« Association Prix Silvia Monfort », un projet qu'elle n'avait pas eu le temps de réaliser. Tous les deux ans, un jury de professionnels décerne ce prix à un espoir féminin de la tragédie.
Il meurt le 4 juin 2023 à Nice à l’âge de 92 ans.

### Manuels pédagogiques
- Pierre Gruneberg : Ski court, ski long en 10 leçons et tout pour skier de A à Z, Éditions Hachette, 1972
- Pierre Gruneberg, préface d'Alain Gottvallès : Nager en 10 leçons et tout pour être dans le bain de A à Z, Éditions Hachette, 1974
- Pierre Gruneberg : La Natation, Éditions Hachette, 1978

### Correspondance
- Silvia Monfort : Lettres à Pierre 1965-1991, correspondance réunie par Danielle Netter, Éditions du Rocher, Monaco, 2003